# Miquel Àngel Sayrach i Fatjó dels Xiprers
Miquel Àngel Sayrach i Fatjó dels Xiprers   (Barcelona, 18 d'octubre de 1927 - Barcelona, 3 d'octubre de 1993) va ser un periodista, pintor i dibuixant català, fill de l'arquitecte Manuel Sayrach i Carreras.

## Biografia
Va néixer a Barcelona el dimarts 18 d'octubre de 1927 i va ser batejat a la catedral de Barcelona el 25 del mateix mes. Estudià el batxillerat al col·legi dels Escolapis de Sarrià. Acabats els estudis va fer-se de la congregació Mariana dels Jesuïtes del carrer Casp, traslladada després al Fòrum Vergés del carrer Balmes. Va ser catequista del Centre Sant Pere Claver i un dels fundadors i segon president de l'Acadèmia de la Llengua Catalana. Amb el seu germà Manuel recollí i investigà els documents que s'hi refereixen per fer-ne la historia, de la qual ha redactat alguns capítols.
Va ser cofundador, junt amb el seu germà, de l'Acadèmia de Llengua Catalana de la Congregació Mariana de Barcelona (1953). Des del 1962, ambdós dirigiren la revista L'Infantil, més tard esdevinguda Tretzevents, i creà els personatges de les formigues Bibi i Tobi.
Interessat des de molt jove per la filatèlia, ha reunit una important col·lecció de segells i documents postals, i ha escrit nombrosos articles de divulgació sobre el tema. L'any 1992 el Cercle Filatèlic Numismàtic de Catalunya li atorgà la medalla de plata pels seus 25 anys de soci.
El 23 d'abril de 1960 contragué matrimoni amb Mary Carmen de Luque i varen ser pares de Montserrat, Carme, Goretti, Manuel Sayrach i Luque.
Des de 1976 es va dedicar regularment a la pintura de cavallet. Alumne de Ricard Tàrrega, Josep Lloveras i de Jordi Rollan. Ha estat membre fundador de l'APPEC (associació de publicacions periòdiques en català). Després d'una breu malaltia, acompanyat de tots els seus, morí a Barcelona el diumenge 3 d'octubre de 1993, pocs dies abans de complir 66 anys.

## Obres[2]
- Al pais de los cuques de llum: una aventura de Bibi i Tobi (Abadia de Montserrat, 1972)
- Missió 1 x 2: una aventura de Bibi i Tobi (Abadia de Montserrat, 1972)
- Handi eta Lodi: gudu Garratza (Abadia de Montserrat, 1974)
- La noria: una aventura de Bibi y Tobi (Abadia de Montserrat, 1974)
- La roda: una aventura de Bibi i Tobi (Abadia de Montserrat, 1974)
- La gran guerra: les formigues i les vespes (Base, 2012)